# Soana (torrente)
Il Soana (in piemontese anche Ruvera) è un torrente del Piemonte, principale affluente dell'Orco. Il perimetro del suo bacino è di 70 km.

## Percorso
Il Soana si forma all'altezza di Piamprato, frazione di Valprato Soana, dall'unione di vari torrentelli, il principale di essi sgorga dalle pendici della Rosa dei Banchi, percorre la valle omonima e termina nell'Orco all'altezza di Pont Canavese a 445 m di quota.

## Affluenti principali
- Rio Santanel (dal colle omonimo) e rio Giassetto che nasce sul versante occidentale della Bocchetta delle Oche e confluiscono in sinistra idrografica nel Soana poco a valle di Piamprato.
- Torrente Campiglia: percorre l'omonimo vallone e confluisce nel Soana in destra idrografica a valle di Chiesale (Campiglia Soana).
- Rio di Servino    (a Scandosio)
- Torrente Forzo: percorre l'omonimo vallone e confluisce nel Soana in destra idrografica a Bosco (Ronco Canavese).
- Rio Canaussa - rio Verdassa - rio del Bigio       in sinistra idrogr.
- Rio di Guaria - rio d'Ingria - rio Budano              in destra idrogr.